# Nouaillé-Maupertuis
Nouaillé-Maupertuis (auch nur Nouaillé genannt) ist eine französische Gemeinde im Département Vienne in der Region Nouvelle-Aquitaine. Sie zählt 2.955 Einwohner (Stand: 1. Januar 2022) und gehört zum Arrondissement Poitiers und zum Kanton Vivonne.

## Geografie
Nouaillé-Maupertuis liegt etwa zehn Kilometer südsüdöstlich von Poitiers. Im Süden der Ortschaft liegt der Bois de la Vayolle. Umgeben wird Nouaillé-Maupertuis von den Nachbargemeinden Mignaloux-Beauvoir im Norden, Nieuil-l’Espoir im Osten und Süden, La Villedieu-du-Clain im Süden und Südwesten, Roches-Prémarie-Andillé im Südwesten, Smarves im Westen sowie Saint-Benoît im Nordwesten.
Durch die Gemeinde führt die Via Turonensis, eine Variante des Jakobswegs.

## Geschichte
Als Schauplatz der Kämpfe bei der Schlacht um Poitiers 1356 mit der Niederlage der Franzosen ist der Ort auch von geschichtlicher Bedeutung.
| Bevölkerungsentwicklung | Bevölkerungsentwicklung | Bevölkerungsentwicklung | Bevölkerungsentwicklung | Bevölkerungsentwicklung | Bevölkerungsentwicklung | Bevölkerungsentwicklung | Bevölkerungsentwicklung | Bevölkerungsentwicklung |
| ----------------------- | ----------------------- | ----------------------- | ----------------------- | ----------------------- | ----------------------- | ----------------------- | ----------------------- | ----------------------- |
| Jahr                    | 1962                    | 1968                    | 1975                    | 1982                    | 1990                    | 1999                    | 2006                    | 2012                    |
| Einwohner               | 740                     | 796                     | 1017                    | 1433                    | 2142                    | 2404                    | 2660                    | 2754                    |

## Sehenswürdigkeiten

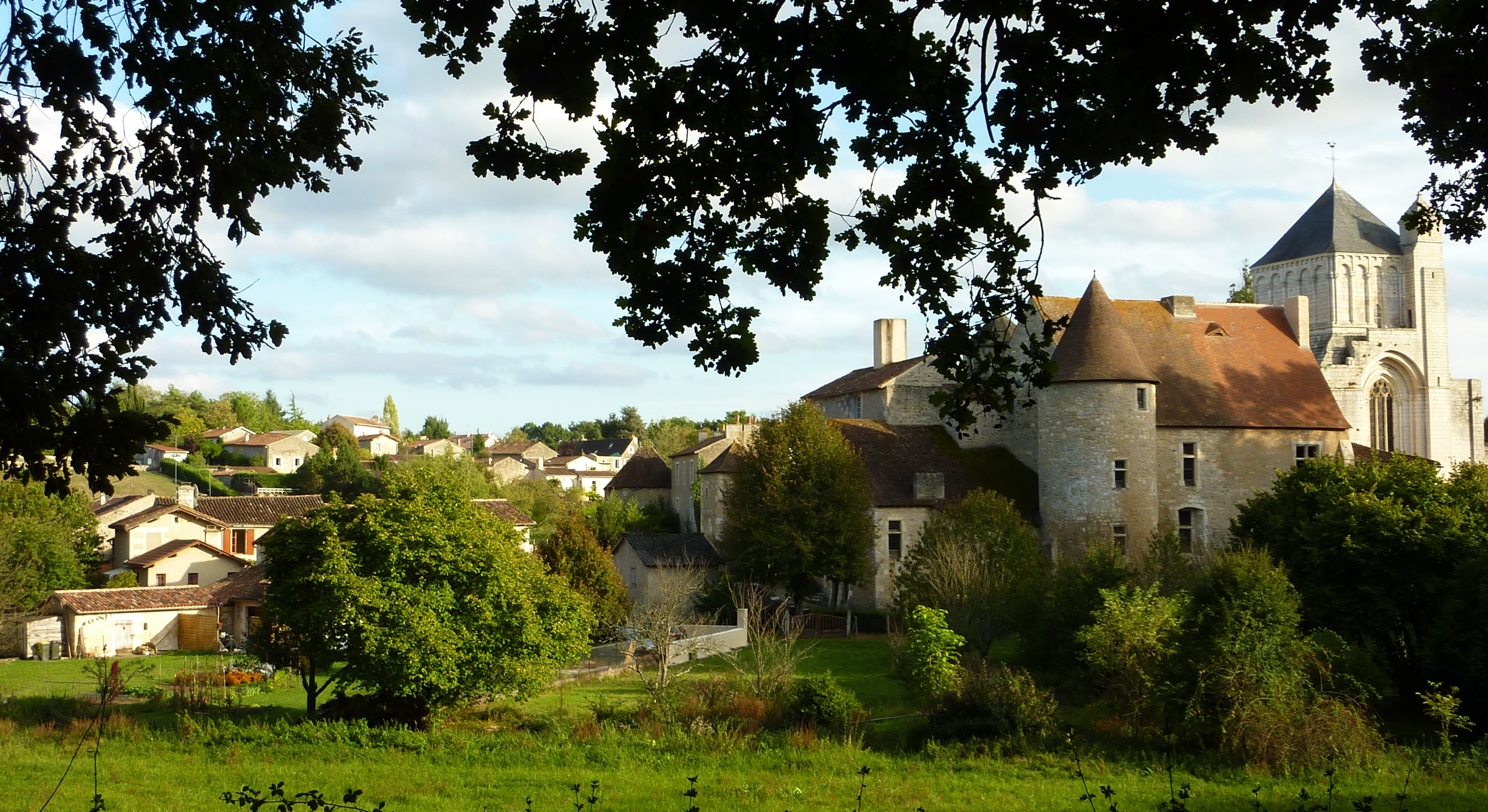
Ortskern mit der alten Abtei Saint-Junien

- Alte Abtei Saint-Junien, romanische Kirche im Tal des Miosson, älteste Gebäudeteile aus dem 9. Jahrhundert, Monument historique seit 1846/1945/1957
- Kapelle in Monvinard, Monument historique seit 1993
- Priorei Notre-Dame in Availles, Portal als Monument historique 1924/1943 klassifiziert, Ruinen der Priorei seit 1972
- Schlachtfeld von Nouaillé-Mapertuis aus dem Kampf 1356 von den Auseinandersetzungen der Franzosen mit den Engländern um Poitiers

## Partnerschaften
Mit der italienischen Gemeinde Bernareggio in der Provinz Monza und Brianza (Lombardei) und mit der deutschen Gemeinde Wachtberg in Nordrhein-Westfalen bestehen Partnerschaften.